# Lissitxansk
Lissitxansk (en ucraïnès: Лисичанськ, en rus: Лисичанск) és una vila industrial de l'est d'Ucraïna, i el centre administratiu del raion de Lissitxansk. La seva població era de 104.314 habitants el 2013.

## Geografia

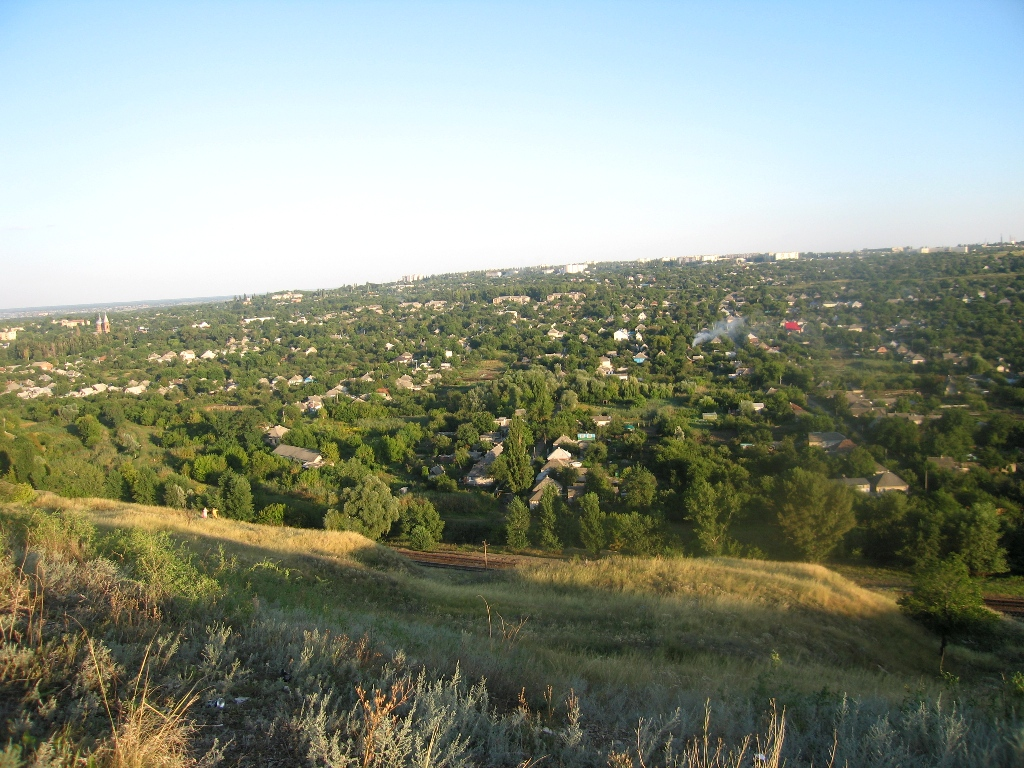
Afores de la vila

Lissitxansk està situada a la riba dreta del Síverski Donets, a 8 km al sud-oest de Severodonetsk i a 74 km al nord-oest de Luhansk.

## Història
Lissitxansk va ser fundada el 1795 a l'indret on hi havia la primera explotació carbonera del Donbàs, oberta el 1786. Accedeix a la situació de districte urbà el 1925, i al de ciutat el 1938. Es va convertir en un centre important de la indústria química d'Ucraïna. La ciutat, que és de parla russa com tota la regió, va prometre lleialtat a la República Popular de Luhansk a la primavera del 2014; és escenari d'enfrontaments armats, especialment els dies 22 i 23 de juliol de 2014 entre l'exèrcit ucraïnès i les forces prorusses de la república separatista. El 24 de juliol de 2014 la ciutat fou encerclada per l'exèrcit ucraïnès i el 25 de juliol totalment alliberada.

## Població
Censos (*) o estimacions de població:
| 1923 | 1926 | 1939  | 1959  | 1970   | 1979   | 1989   | 2001   | 2010   | 2011   | 2012   | 2013   |
| ---- | ---- | ----- | ----- | ------ | ------ | ------ | ------ | ------ | ------ | ------ | ------ |
| 4122 | 6624 | 26181 | 37878 | 117752 | 119487 | 126503 | 115229 | 106557 | 105689 | 105119 | 104314 |

## Economia

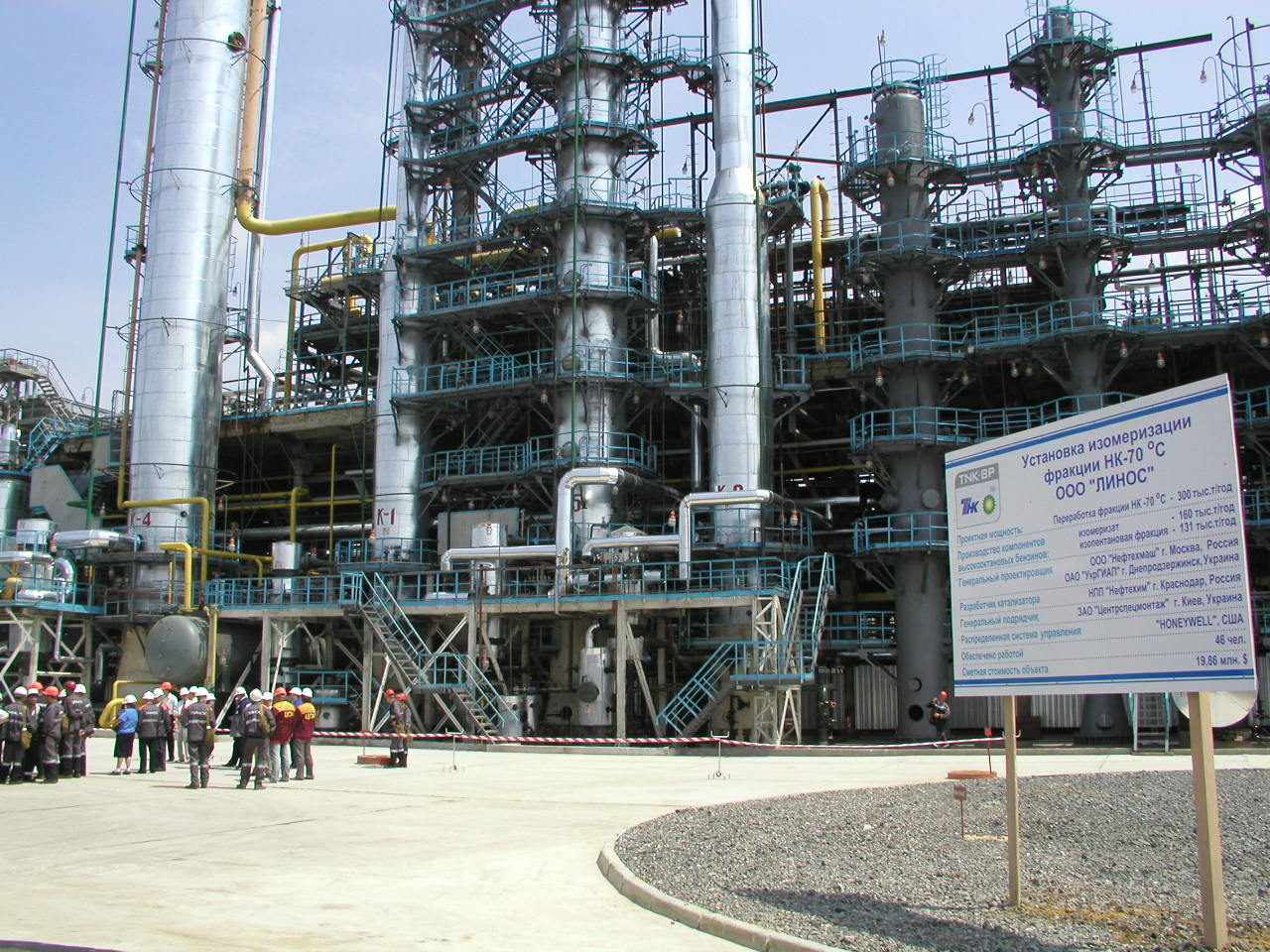
Refineria Linos

L'economia de Lissitxansk està dominada per la indústria pesant: la mineria del carbó, productes químics i petroquímics, indústries del vidre i el cautxú. Les principals empreses són:
- OAO Lissitxanskugol (en rus: ОАО Лисичанскуголь) : explota mines de carbó. els seus sis pous produïen 319.000 tones de carbó el 2001 i tenia 5.280 empleats el 2006.[5]
- OAO Lissitxanskaia Soda (en rus: ОАО Лисичанская сода) : funda el 1892 per la societat belga Solvay; produeix hidròxid de sodi i hidrogencarbonat de sodi. Tenia 2.450 treballadors el 2006.[6]
- ZAO Proletari Lissitxanski Steklozavod (en rus: ЗАО Пролетарий лисичанский стеклозавод) : cristalleria fundada el 1913, 2.830 treballadors (2006).[7]
- OAO Lissitxanski zavod RTI (en rus: ОАО Лисичанский завод резиновых технических изделий, РТИ) : fundada el 1965, productes de cautxú, 1.750 treballadors (2006).
- OAO Linos (en rus: ОАО Линос ou ОАО Лисичанскнефтеоргсинтез) : Refineria de petroli i complex petroquímic en servei des del 1976. El 1991, va arribar a refinar la xifra rècord de 23.7 milions de tones de petroli. Produeix polipropilè des del 1994 i és part de TNK-BP, una companyia petroliera russa fundada el 2003 i registrada a les Illes Verges Britàniques.[8]